# Theodor Franz Thiriart
Der aus Belgien stammende Theodor Franz Thiriart (* 22. Dezember 1769 in Ensival bei Verviers, Hochstift Lüttich; † 7. November 1827 in Köln) war ein Kölner Buchdrucker und Verleger.

## Werdegang
Thiriat wurde als Sohn des Theodore Francois Thiriart und dessen Ehefrau Ann Barbe Bauduin in Ensival, seit 1977 eine Teilgemeinde der belgischen Stadt Verviers, geboren.
Thiriart tauchte zunächst als Oberkommissar des Jesuitenkollegs auf, ab Juni 1806 auch als Prokurator (Geschäftsführer) der Sekundarschulen in Köln. Bereits um 1793 gründete er zusammen mit Caspar Oedenkoven die Druckerei und den Verlag „Thiriard & Comp.“, später „Oedenkoven & Thiriart“, in der Komödienstraße 26. Hier brachte er im selben Jahr das „Journal Général de politique, de litérature et de commerce“ heraus, 1797 folgte das erste Kölner Verzeichnis aller Kölner Häuser und der darin wohnenden Bürger. Während der Franzosenzeit druckte er auch im Auftrag der französischen Verwaltung unter dem Namen „Théodore François Thiriart“, so etwa 1798 das „Réglement Concernant La Perception Du Droit D'Enrégistrement“ (Regeln über die Anwendung des Registrierungsgesetzes). Aus dem „Journal Général“ zog er sich im Juli 1800 zurück. 1806 brachte er einen Katalog über die Pflanzen des Kölner Botanischen Gartens heraus. Seit dem 14. April 1807 erschien im Verlag die Zeitung „Gazette Française de Cologne“, ab 4. September 1809 als „Gazette de Cologne“, die am 31. Dezember 1810 ihr Erscheinen einstellte. 
Am 6. Juli 1807 setzte Thiriart einen Brief im Namen des Kunstsammlers Ferdinand Franz Wallraf auf, der den Verkauf der Sammlung Wallrafs in Gang setzte. Am 11. Oktober 1809 schloss Thiriart die Schätzungen des Werts der umfangreichen Sammlung Wallrafs ab und legte ein erstes Verzeichnis an. 
Die Stadt Köln entsendete Thiriart anlässlich der Vermählung Napoleons mit Marie Louise am 11. März 1810 als Gesandten nach Paris. Bei dieser Gelegenheit machte Thiriart in Paris die Ansprüche der Stadt Köln auf eine Fakultät der Medizin an der Universität zu Köln geltend.

## Kölner Straßennamen in Französisch

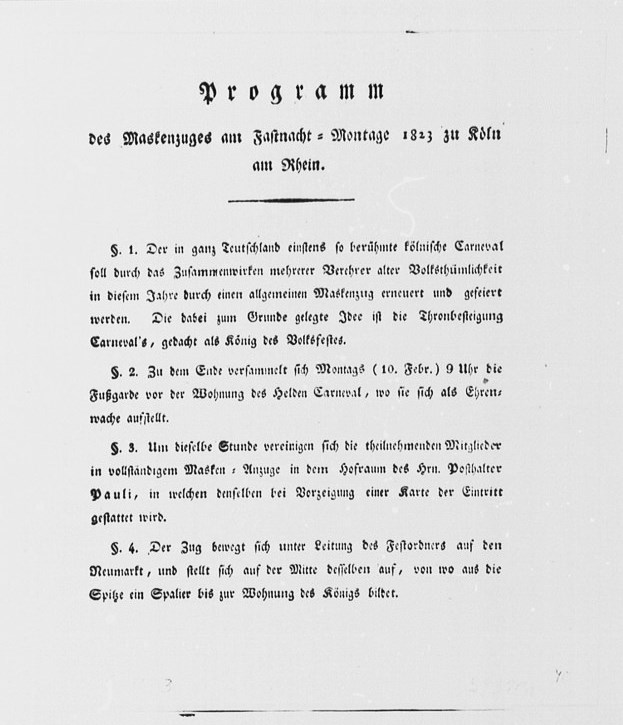
Theodor Franz Thiriart – Auszug aus dem Programm des ersten Kölner Rosenmontagszuges vom 10. Februar 1823

Wallraf erhielt am 9. August 1812 von der französischen Verwaltung über Bürgermeister Johann Jakob von Wittgenstein den Auftrag, für die Kölner Straßen objektive, neue französische Straßennamen vorzuschlagen. Hierbei sollte nach Möglichkeit durch Wallraf der historische Hintergrund oder die Form der althochdeutschen, mittelhochdeutschen und altkölnischen Zusammenhänge und Überlieferungen geprüft werden und ihren Niederschlag in der Neubenennung finden. Die offizielle Verordnung hierzu erging am 16. Dezember 1812. Wallraf versuchte mit seinen Übersetzungen von Straßennamen das „finstere Mittelalter“ aus dem Gedächtnis der Bürger zu streichen und stattdessen die antike Vergangenheit der Stadt in den Vordergrund zu stellen. Er kreierte Straßennamen wie „Capitol-Straße“, Brückenstraße (wo er die alte Römerbrücke vermutete), Trajanstraße oder Agrippa-Platz. Der krude Alltag wie in „Mördergasse“, „Pißgasse“, „Kuhgasse“, „Busengasse“ oder „Hosengasse“ verschwand.
Wallraf konsultierte für sein Konzept häufig Thiriart, der beispielsweise für die Olivengasse „rue des oliviers“ und nicht Wallrafs Vorschlag „rue des olives“ für richtiger hielt. Für anstößige Namen gab es nun die Gelegenheit der Abschaffung: aus „Pißgasse“ wurde „Passage de la Bourse“ (Börsengässchen), die Bus (en) gasse hieß nun „rue du buisson“ (Buschgasse). Hinsichtlich der Hausnummern baute es auf den durch Stadtkommandant Brigadegeneral Charles Daurier (1761–1833) im November 1794 angeordneten Hausnummernsystem auf. Thiriart war am 18. Januar 1813 der Herausgeber dieses einzigen deutschen Adressbuchs in französischer Sprache, dem von Wallraf verfassten „Itinéraire de Cologne“ („Neue Benennung der Straßen, Plätze, Wälle und Gräben der Stadt Köln“) mit erstmals straßenweiser Häusernummerierung. Es enthielt die von Wallraf ins Französische übersetzten Kölner Straßennamen, die ab 1. Januar 1813 ausschließlich galten. Thiriarts Druckerei befand sich demnach in der „rue de la comédie 3900“. Im Vorwort behauptete Thiriart fehlerhaft, dass eine Häusernummerierung vor Ankunft der Franzosen in Köln unbekannt gewesen sei (französisch inconnu à Cologne avant l’arrivée des armées françaises au bord du Rhin). Zwei weitere Ausgaben – nunmehr in deutscher Sprache – folgten 1822 und 1828.

## Weitere Werke
1815 brachte Thiriart einen von Nikolaus Vogt gezeichneten und von Picquet gestochenen, genauen „Grundriß der Stadt Cöln“ im Maßstab 1:5200 heraus, der durch die vorangegangene Säkularisation nur noch 32 Kirchen enthielt. Der unter Napoleon begonnene Sicherheitshafen am Ebertplatz ist hierin als fertiggestellt eingezeichnet, die Innenstadt ist noch weitgehend unbebaut. Der Stadtplan bestand aus 3 Blättern in den Ausmaßen 114,5 × 60 cm. 1816 erschien die „Naturgeschichte des Succins“, 1821 „Tristan von Meister Gotfrit von Straszburg…“, 1823 das Programm des ersten Kölner Rosenmontagszuges unter dem Motto „Die Thronbesteigung des Helden Carneval“. 1824 brachte er eine „Übersicht der in den Rhein-Provinzen bei ihrer Vereinigung mit der Krone Preußens geltenden Gesetze“ heraus.